# Бульбоуретральні залози
Бульбоуретральні залози (лат. glandulae bulbouretrales, також відомі як куперові залози на ім'я анатома Вільяма Купера) — дві дрібні екзокринні залози в репродуктивній системі чоловіків.

## Опис
Бульбоуретральні залози щільної консистенції, овальної форми, діаметром 0,3-0,8 см. Вони гомологічні бартоліновим залозам у жінок. Бульбоуретральні залози розташовані в товщі глибокого поперечного м'яза промежини — сечостатевої діафрагми, біля основи статевого члена — заднього кінця цибулини статевого члена, ззаду і з боків від перетинчастої частини сечовипускного каналу, між двома шарами фасцій сечостатевої діафрагми, в глибині промежинної заглибини. Вони покриті поперечними волокнами мембранозної м'язи сфінктера сечовипускного каналу. Бульбоуретральні залози — складні трубчасто-альвеолярні залози. Кожна залоза розміром з горошину складається з декількох часточок, охоплених разом фіброзною оболонкою. Кожна часточка включає ряд грон, вистелених стовпчастими епітеліальними клітинами, що відкриваються в протоку, що з'єднується з протоками інших часточок для того, щоб утворити єдиний екскреторної проток. Довжина цієї протоки приблизно 2,5 см, вона відкривається в сечівнику біля основи статевого члена. У міру старіння ці залози поступово зменшуються в розмірі.

## Функція
Під час статевого збудження кожна залоза виділяє прозорий, в'язкий слизовий секрет (прееякулят). Ця рідина допомагає змастити сечовипускний канал для проходження по ньому сперматозоїдів, вона захищає від подразнення сечею слизову оболонку сечівника, нейтралізує сліди кислої сечі в уретрі та допомагає видалити будь-яку залишкову сечу або сторонні домішки.